# Rambo: Ostatnia krew
Rambo: Ostatnia krew (ang. Rambo: Last Blood) – amerykański film akcji z 2019 roku w reżyserii Adriana Grunberga, piąta część serii o Rambo.

## Fabuła
John Rambo wiedzie spokojne życie na ranczu zmarłego ojca. Nie potrafi jednak odnaleźć się w tych warunkach. Jego umysł wciąż zaprzątają myśli na temat swoich wcześniejszych misji oraz dręczą go wyrzuty sumienia, że nie wszystkich udało mu się uratować. Gdy poszukująca swojego prawdziwego ojca Gabriela - wnuczka jego opiekunki Marii zostaje porwana, John wyrusza do Meksyku, aby odbić dziewczynę z rąk meksykańskiego kartelu.

## Obsada
- Sylvester Stallone – John Rambo
- Paz Vega – Carmen Delgado
- Sergio Peris-Mencheta – Hugo Martinez
- Adriana Barraza – Maria Beltran
- Yvette Monreal – Gabrielle
- Rick Zingale – Don Miguel
- Óscar Jaenada – Victor Martinez
- Louis Mandylor – szeryf
- Sheila Shah – Alejandra
- Díana Bermudez – Juanita
- Aaron Cohen – komendant policji stanowej
- Owen Davis – ratownik

## Produkcja
W lutym 2008 roku Sylvester Stallone oświadczył, że stworzenie piątej części filmu o Rambo będzie zależało od tego, czy czwarta część odniesie sukces. W marcu Stallone przyznał, że napisał połowę scenariusza i dodał, że nie będzie to film wojenny, a miejscem realizacji zdjęć (dom Rambo w Arizonie) będzie Bułgaria. W lutym 2009 roku Stallone przyznał, że problematyczną sprawą jest, czy wyprodukować film w Stanach Zjednoczonych czy też w innym kraju.
W sierpniu 2009 roku Millennium Films zezwoliło na powstanie filmu, którego reżyserem, scenarzystą i głównym aktorem byłby Stallone. Fabuła miała opierać się na walce Rambo z handlarzami ludźmi i bossami narkotykowymi, aby uwolnić młodą dziewczynę porwaną przy granicy amerykańsko-meksykańskiej. We wrześniu Stallone ujawnił tytuł filmu – Rambo V: The Savage Hunt. Film miał być luźno oparty na powieści Hunter Jamesa Byrona Hugginsa. Fabuła miała koncentrować się na walce Rambo i dowodzonymi przez niego siłami specjalnymi z genetycznie zmodyfikowanym stworzeniem. Millennium Films wydało plakat i streszczenie filmu. W listopadzie ogłoszono, że fabuła będzie dotyczyć jednakże uwolnienia przez Rambo porwanej dziewczyny w Meksyku.
W maju 2010 roku Stallone wyraził wątpliwości co do powstania kolejnej części filmu o Rambo, twierdząc, że uważa tę postać za kompletną. Mimo to na Festiwalu Filmowym w Cannes ukazały się plakaty i materiały reklamujące Rambo V. Po wywiadzie udzielonym przez Stallone'a Harry Knowles stwierdził, że jeżeli Stallone nie będzie kontynuował serii, to zrobi to ktoś inny.
W 2011 roku zatrudniono Seana Hooda, który miał napisać scenariusz do filmu Rambo: Last Stand. Hood opisał scenariusz jako mający więcej wspólnego z małomiasteczkowym filmem sensacyjnym, jakim była Pierwsza krew. W 2012 roku Hood ujawnił, że produkcja filmu została wstrzymana do momentu zakończenia produkcji Niezniszczalnych 2. Stwierdził również, że nie wie, czy film będzie fabularnie podobny do Bez przebaczenia, czy też nastąpi w nim „przekazanie pałeczki”. W sierpniu 2013 roku natomiast Entertainment One i Nu Image ogłosiły plany produkcji serialu telewizyjnego o Rambo, ze Stallonem w roli głównej.
W czerwcu 2014 roku firma Splendid Films podała do wiadomości, że Stallone rozpoczął pisanie scenariusza do Rambo V, który opisał jako swoją wersję filmu To nie jest kraj dla starych ludzi. We wrześniu ujawniony został tytuł – Rambo: Last Blood, jak również reżyser w osobie Stallone'a.
W 2015 roku Stallone i David Morrell – twórca postaci Rambo – wspólnie rozwijali scenariusz do Rambo V. Stallone i Morrell opisali opowieść jako emocjonalną i uduchowioną. Producenci odrzucili jednak tę ideę, preferując historię o handlu ludźmi. Z kolei w październiku 2015 roku Stallone rozważał możliwość prequela, dając do zrozumienia, że nie zagrałby wtedy postaci Johna Rambo.
W maju 2018 roku ponownie ogłoszono plany produkcji Rambo: Last Blood. Realizacja zdjęć miała rozpocząć się we wrześniu, a fabuła koncentrowała się na walce Rambo z meksykańskim kartelem narkotykowym. Stallone miał być (wspólnie z Mattem Cirulnickem) współautorem scenariusza, ale nie reżyserem. W tym samym miesiącu Stallone potwierdził premierę filmu na jesień 2019 roku. W sierpniu ogłoszono, że reżyserem będzie Adrian Grunberg. We wrześniu potwierdzono udział w filmie Adriany Barrazy, a w październiku – Paz Vegi, Yvette Monreal, Sergio Perisa-Menchety, Óscara Jaenady i Joaquína Cosío. W maju 2019 potwierdzono również, że w filmie wystąpili Louis Mandylor, Sheila Shah, Dimitri Vegas i Genie Kim.
Planowany początek realizacji zdjęć miał mieć miejsce 1 września 2018 roku w Bułgarii, został jednak przesunięty na 2 października. Sceny z udziałem Barrazy były filmowane na Teneryfie. Główny okres zdjęciowy zakończył się 4 grudnia 2018 roku. Dodatkowe sceny były kręcone pod koniec maja 2019 roku.

## Wydanie
W maju 2018 za sprawą Millennium Films informacje o filmie pojawiły się podczas festiwalu w Cannes. Stallone zapowiedział ponadto, że będzie zamieszczał na Instagramie zdjęcia i materiały wideo z filmu. Premiera pierwszego zwiastuna filmu miała miejsce 24 maja 2019 roku w Cannes.
Premiera filmu miała miejsce 20 września 2019 roku.